# 腓特烈斯瓦尔德
腓特烈斯瓦尔德（德語：Friedrichswalde）是德国勃兰登堡州的一个市镇，隶属于巴尔尼姆县。总面积为45.07平方千米，截至2020年总人口为803人。